# Kantongerecht Purmerend

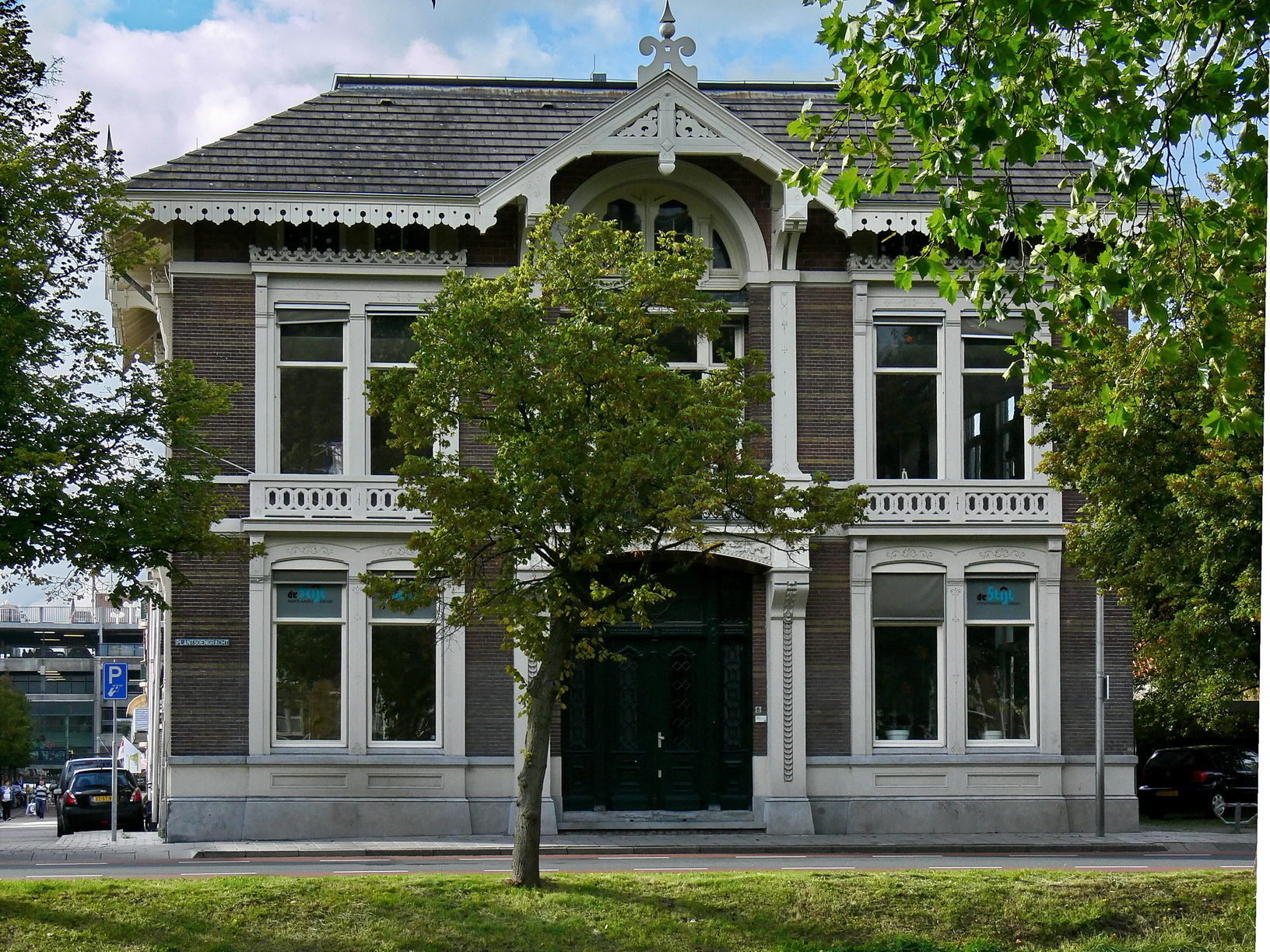
Villa Clementine, van 1913 tot 1934 kantongerecht

Het kantongerecht Purmerend was van 1838 tot 1934 een van de kantongerechten in Nederland. Van 1913 tot de sluiting in 1934 was het gerecht gevestigd in Villa Clementine, een rijksmonument uit 1880. 